# Прапор Білок
Прапор Білок — один з офіційних символів села Білки, Іршавського району Закарпатської області.
Затверджений 3 серпня 2007 року рішенням сесії Білківської сільської ради.
Автор проекту прапора — Андрій Гречило.

## Історія
Поселення мало давніше статус містечка і використовувало печатки із зображенням гілки дуба з жолудями та виноградної лози з гроном і листям. Ці символи використано для сучасного прапора та герба села.

## Опис
Квадратне полотнище, розділене з верхнього кута від древка по діагоналі на два рівновеликі поля, у верхньому зеленому полі жовта виноградна лоза з гроном і листками, у нижньому жовтому полі — зелена гілка дуба з жолудями і листками.

## Зміст
Прапор побудований на основі символіки герба поселення. Дубова гілка та виноградна лоза відображають місцеву флору, а також вказують на розвинуте виноградарство та лісообробку.
Квадратна форма полотнища відповідає усталеним вимогам для муніципальних прапорів (прапорів міст, селищ і сіл).